# Tor (raketový systém)
9K330 Tor (v kódu NATO: SA-15 „Gauntlet“) je raketový systém země-vzduch krátkého až středního dosahu pro každé počasí vyvinutý na počátku osmdesátých let v SSSR jako nástupce protiletadlového kompletu 9K33 Osa (v kódu NATO: SA-8 „Gecko“). Tor je určen pro ochranu průmyslových objektů a pozemních vojsk před prostředky vzdušného napadení a průzkumu, jako jsou letadla, vrtulníky, střely s plochou dráhou letu a bezpilotní průzkumné prostředky.
Námořní varianta byla vyvinuta pod jménem 3K95 „Kinžál“, také známá jako SA-N-9 „Gauntlet“. Tor byl také prvním systémem protivzdušné obrany na světě navrženým od začátku k tomu, aby byl schopen sestřelit i přesně naváděné zbraně jako AGM-86 ALCM, a to ve dne i v noci, ve špatném počasí i rušivých situacích. Tor dokáže detekovat cíle i za jízdy, ale při střelbě musí zastavit (přerušovaně), přestože se provádějí pokusy o odstranění tohoto omezení a varianta Tor-M1-2U dokáže zasáhnout cíl i za jízdy.

## Vývoj
V 70. letech minulého století rozhodla vláda SSSR vývoj nového protivzdušného raketového systému. Tento systém nazývaný 9K330 Tor měl nahradit již zastarávající raketový systém 9K33 Osa. Byly vytvořeny dvě modifikace 9K330 Tor určené pro ochranu pozemních vojsk a 9K95 Kinžal pro námořnictvo. Projektem byla pověřena konstrukční kancelář Antěj. Konstrukcí protiletadlových raket byla pověřena firma Fakel.
Zkoušky proběhly v letech 1983 a 1984; sovětská armáda převzala do výzbroje tento systém až v roce 1986.

## Součásti
Palebnou baterii tvoří
- 4 bojová vozidla 9A330 9T225
- 2 přepravní vozidla pro rakety

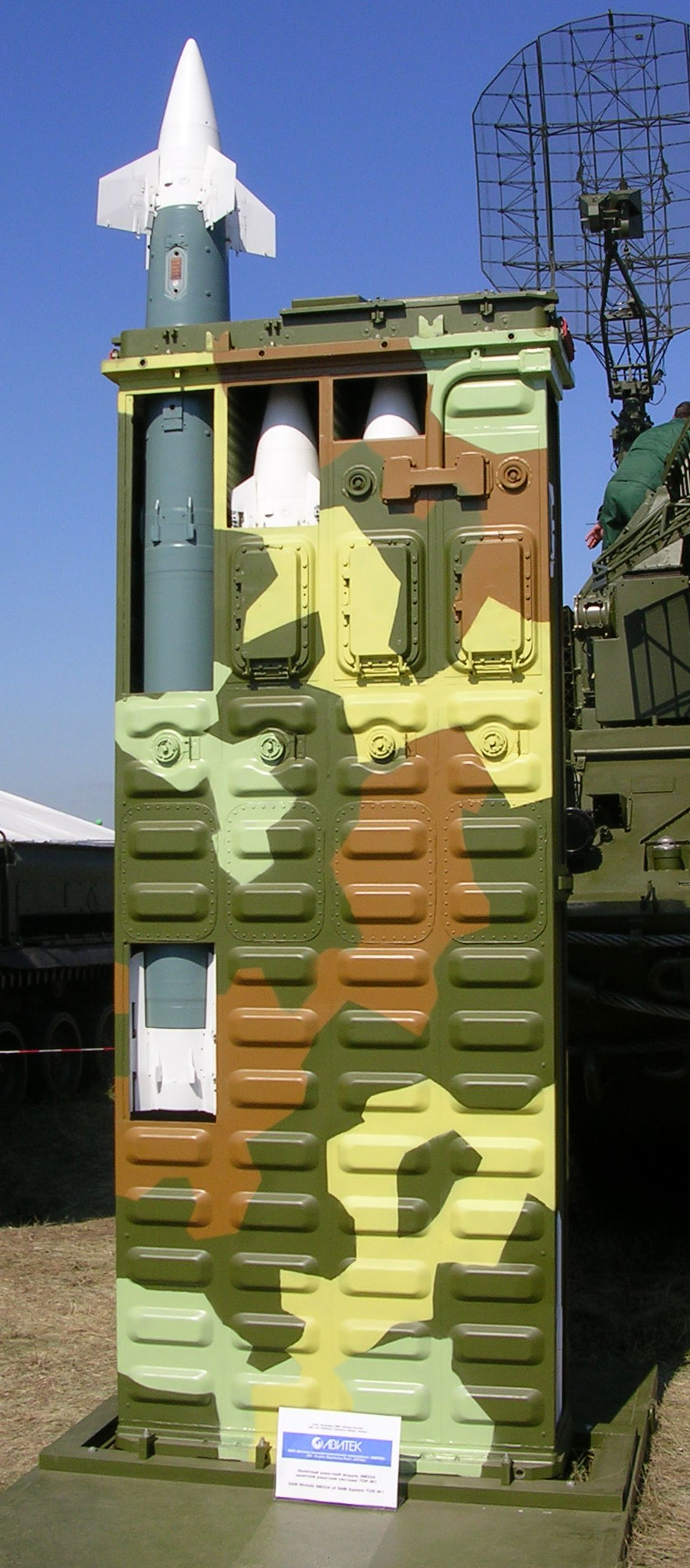
4 9M330 Protiletadlové rakety v odpalovacím silu

- 2 přepravně-nabíjecí vozidla 9T244
- 1 samohybné velitelské stanoviště 9S737

### Vozidlo 9A330
Je pásové vozidlo se šesti páry kol. Bojová hmotnost je 31,250 tun. Dosah je 500 km a maximální rychlost 70 km/hod. Posádka je tvořena: řidičem, operátorem a velitelem vozidla.
Vozidlo je poháněno dieselovým motorem. Na pásovém podvozku je umístěna nástavba, která obsahuje odpalovací zařízení pro 8 raket. Z jedné strany se nachází plochý střelecký radar kruhového tvaru. Po levé straně je umístěn radiolokátor pro navedení raket hned po startu. Na druhé straně se nachází radar na sklopném stožáru rotující rychlostí 60 otáček za minutu. Dalším zařízením je anténa ve tvaru elipsy pro identifikaci cizích a vlastních cílů.

### Radar
Přehledový radiolokátor je koherentně- impulsní a má maximální dálkový dosah 25 km. Rychlost otáčení antény je 30 až 60 otáček za minutu. Maximální výškový dosah 17 km. Radar je schopen současně detekovat 48 cílů a sledovat dráhy letu až u 10 z nich.

### Naváděcí radar
Je koherentně – impulsní radiolokátor pracující v centimetrovém pásmu. radiolokátor je schopen určit 2 cíle a navádět až 2 rakety 9M330 současně.

### Raketa 9M331
Raketa systému Tor je raketa na tuhé palivo. Při startu je nejprve katapultována prachovým generátorem do výšky 20-25 metrů nad vozidlo rychlostí 20 m/s. Před zážehem hlavního motoru je namířena do směru cíle pomocí plynodynamického systému. Poté se aktivuje hlavní motor a raketa nabere rychlost 870 m/s. Maximální rychlost cíle může být pouze 700 m/s.
- délka rakety: 2898 mm
- průměr: 235 mm
- rozpětí stabilizátorů: 750 mm
- rozpětí řídících ploch: 630 mm
- startovací hmotnost: 165 kg
- maximální rychlost: 870 m/s

## Varianty

### 9K330 Tor

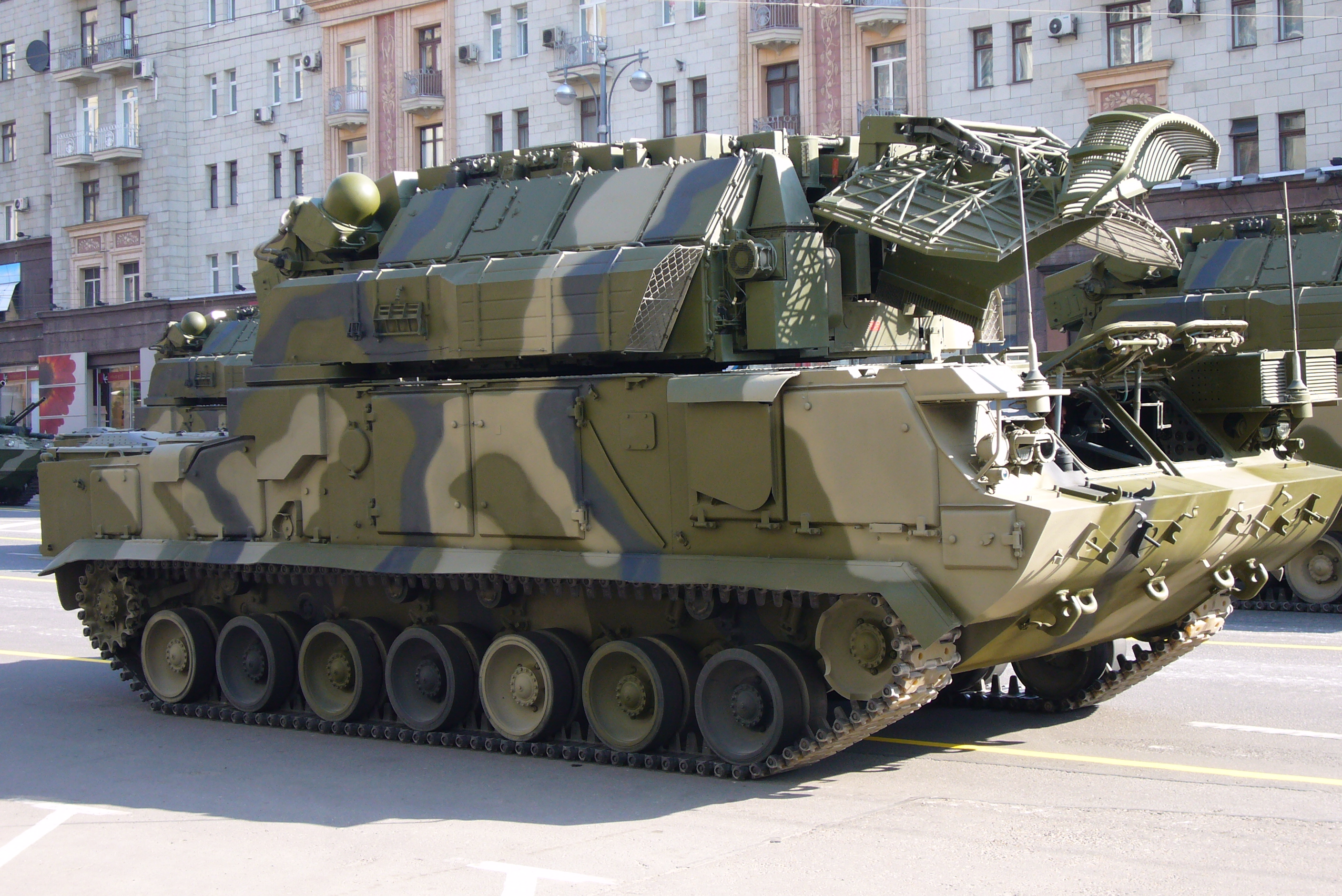
Tor M1 na cvičení před přehlídkou v Moskvě 5. května 2008

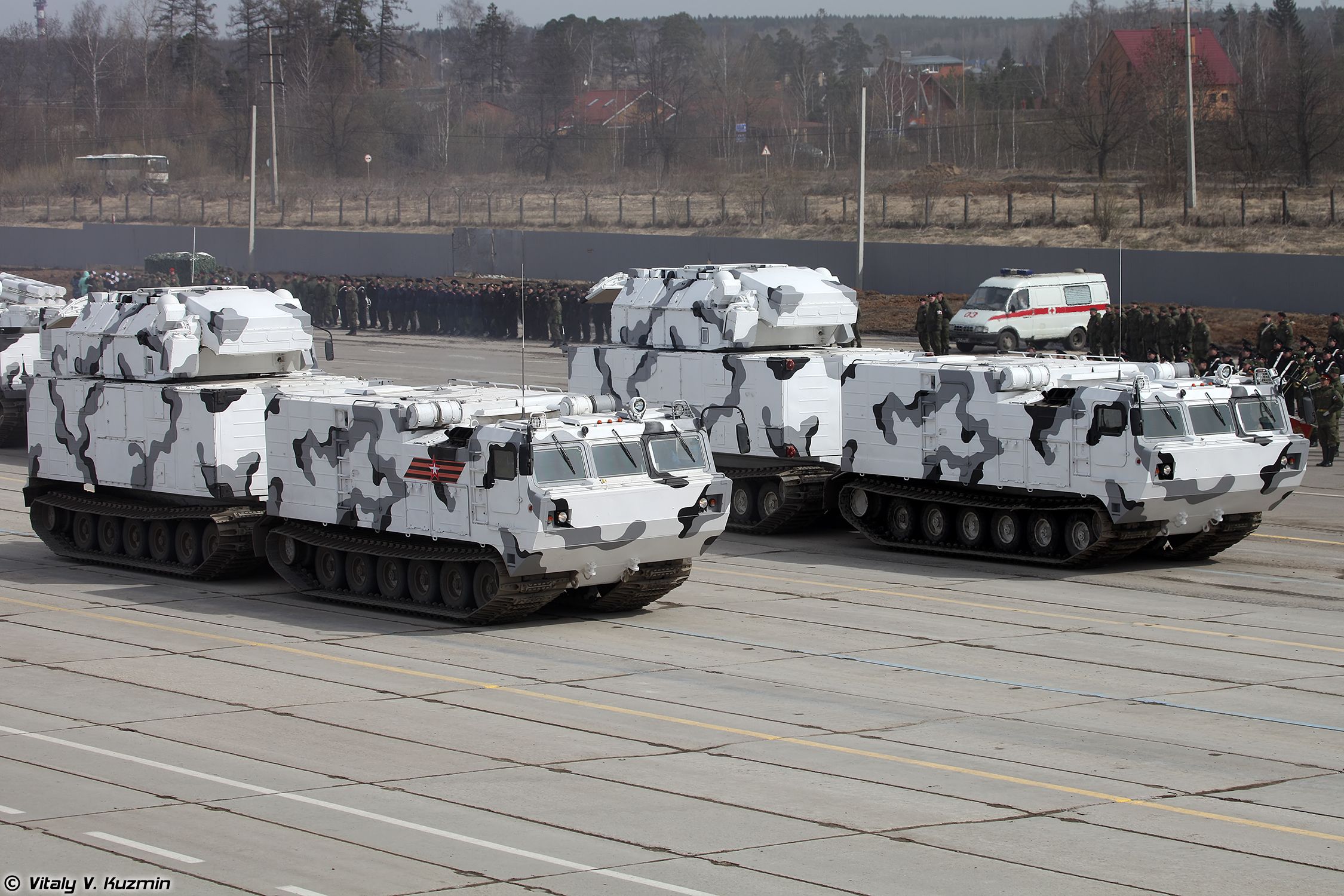
Tor-M2DT při zkoušce na přehlídku Dne vítězství v roce 2017

Projekt dostal přísné konstrukční specifikace; Tor musel zajistit rozšířenou detekci a sledování rychlých cílů s nízkou odrazovou plochou a být schopen rychle a efektivně řešit hromadné nálety, přičemž poskytoval vysoký stupeň automatizace a integrace s dalšími prostředky protivzdušné obrany. Pro splnění těchto náročných specifikací použili konstruktéři celou řadu nových technologií, včetně pokročilého pasivního radaru s elektronicky snímaným polem pro lepší detekci a sledování, vylepšeného zpracování digitálních informací a vertikálně vypouštěné střely pro zlepšení doby reakce a zvýšení počtu snadno dostupné munice. Po testování a vyhodnocování mezi prosincem 1983 a prosincem 1984 byl systém přijat do služby 19. března 1986.

### 9K331 Tor-M1
"Tor-M1" byl představen v roce 1991. Disponuje raketami 9M331 se značně vylepšenou přesností střely a schopností zasáhnout současně dva cíle, minimální dosah má 1,5 km (0,93 mi), minimální výška je 10 m.

### 9K332 Tor-M2E
V roce 2007 na aerokosmickém veletrhu MAKS byla představen modernizovaný protiletadlový systém Tor M2.
Tor M2 je nejnovější varianta systému Tor M1 a je umístěna kolovém podvozku.
Tor M2 je určen k likvidaci perspektivních prostředků vzdušného napadení. Posádku tvoří tříčlenná obsluha. Tor M2 má výkonnější radar a je schopen navádět na cíl až 4 rakety.

### Tor-M1-2U
Tor-M1-2U byl uveden do služby na konci roku 2012. Tento systém je navržen proti cílům jako letadla, vrtulníky, bezpilotní letouny, rakety a další přesně naváděné zbraně, létající ve středních, nízkých a velmi nízkých nadmořských výškách za každého počasí. Systém dokáže najednou zachytit čtyři cíle ve výšce až 10 kilometrů. Jeho posádka se skládá ze tří osob. Dodávky probíhají. Může zasáhnout cíle během svého pohybu rychlostí až 25 km/h (zahrnuje všechny nezbytné funkce pro nezávislý boj).

## Operační nasazení
Podle tvrzení časopisu Newsweek z 9. ledna 2020 jsou američtí představitelé přesvědčeni, že ukrajinský Boeing byl sestřelen íránskou raketou Tor-M1. Nejspíše se tak stalo omylem.
Pozemní síly Ruské federace typ nasadily během útoku na Ukrajinu v roce 2022, několik kusů bylo zničeno nebo ukořistěno ukrajinskými vojsky.

## Technické údaje
- Dosah radiolokátoru: 25 km

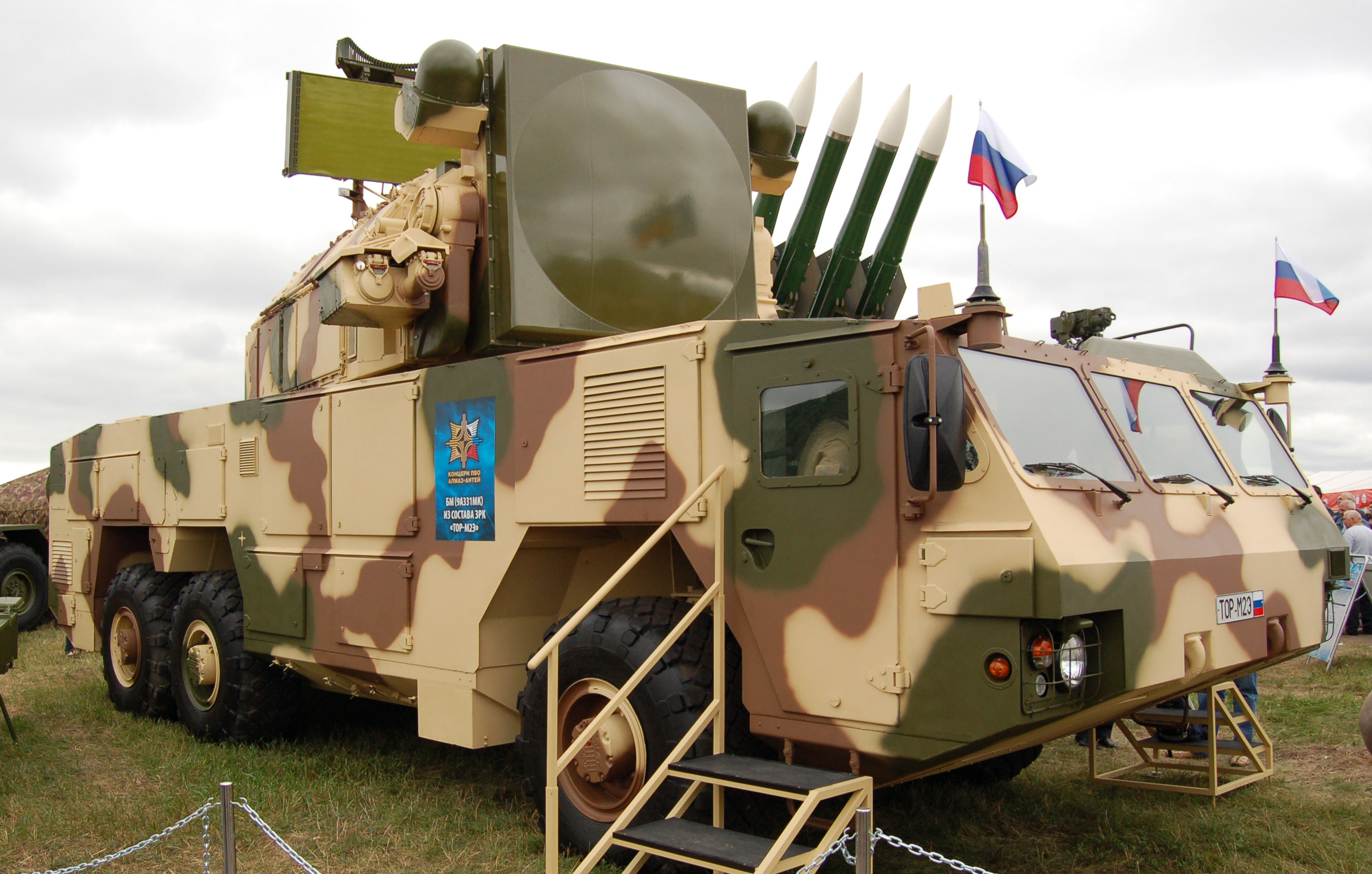
Tor M2E na přehlídce MAKS 2009

- Typ radiolokátoru: koherentně-impulzní
- Hlavice: tříštivo-trhavá
- Počet sledovaných cílů: 48
- Posádka 3
- Hmotnost 32 tun
- Dojezd 500 km